# Il lago dei cigni
Il lago dei cigni (in russo, Лебеди́ное о́зеро, Lebedínoe ózero) è uno dei più famosi e acclamati balletti del XIX secolo, musicato da Pëtr Il'ič Čajkovskij. La prima rappresentazione ebbe luogo al Teatro Bol'šoj di Mosca il 20 febbraio 1877 (4 marzo secondo il calendario gregoriano), con la coreografia di Julius Wenzel Reisinger.
La trama del balletto, modellata su diverse fiabe popolari russe e tedesche, si svolge in Germania e narra la triste storia d'amore tra il Principe Siegfried e la bella Principessa Odette, trasformata in cigno da un maleficio del perfido stregone Rothbart.
Primo dei tre balletti di Čajkovskij, fu composto a Mosca tra l'agosto 1875 e l'aprile 1876. Viene rappresentato in quattro atti e quattro scene. Sebbene esistano molte versioni diverse del balletto, la maggior parte delle compagnie di danza basa l'allestimento, sia dal punto di vista coreografico che musicale, sul revival di Marius Petipa e Lev Ivanov per il Balletto Mariinskij, presentato la prima volta il 15 gennaio 1895 (secondo il calendario giuliano, all'epoca in vigore in Russia, 27 gennaio per quello gregoriano) al Teatro Imperiale Mariinskij a San Pietroburgo, Russia.
In occasione di questo revival, la musica di Čajkovskij venne rivisitata dal maestro di cappella dei Teatri Imperiali, Riccardo Drigo.

## Storia

### Origini
Il libretto originale riporta il nome di Vladimir Petrovic Begičev, direttore dei teatri imperiali di Mosca, insieme a quello del ballerino Vasil Fedorovič Gel'cer; tuttavia non esistono prove su chi abbia scritto la trama del balletto o da dove essa derivi. La storia venne probabilmente modellata su varie fiabe popolari russe e tedesche. Una delle ipotesi più quotate è che la storia sia stata largamente adattata dal coreografo Julius Reisinger ispirandosi all'antica fiaba tedesca Der geraubte Schleier ("Il velo rubato") pubblicata da Johann Karl August Musäus nella raccolta Volksmärchen der Deutschen, che differisce però notevolmente dalla trama del balletto. Un'altra fonte potrebbe essere il racconto La favola dello zar Saltan e della bellissima principessa cigno dello scrittore russo Aleksandr Sergeevič Puškin. Secondo alcune recenti teorie, la figura del principe Siegfried potrebbe essere basata su Ludovico II di Baviera, soprannominato Re Cigno, che proprio come lui morì annegando in un lago in circostanze misteriose.

### Produzione del 1877
La prima esecuzione assoluta al Bol'šoj, con Pelageja M. Karpakova protagonista, fu accolta tiepidamente a causa di molteplici problemi: l'orchestra e il direttore, un semidilettante, lamentavano le difficoltà di una partitura "complicata" e diversa dalla consuetudine. Lo stesso avvenne da parte dei danzatori avvezzi a standard meno impegnativi. Pure l'allestimento scenico fu debole e assemblaggio di precedenti spettacoli; la coreografia di Reisinger fu banale e insignificante. Ad aumentare la dose, le due prime protagoniste, che si alternarono nella successione delle recite, avevano doti coreutiche minori o si trovavano in età tecnicamente avanzata.
Le critiche del tempo banalizzavano l'esito coreografico: "un'ammirevole abilità [del coreografo, ndr] nell'arrangiamento degli esercizi ginnici"; la Gazzetta Teatrale del 22 febbraio 1877 ammetteva "qualche momento riuscito" ma affermava che "in generale la musica è piuttosto monotona, noiosa... interessante probabilmente solo per i musicisti".

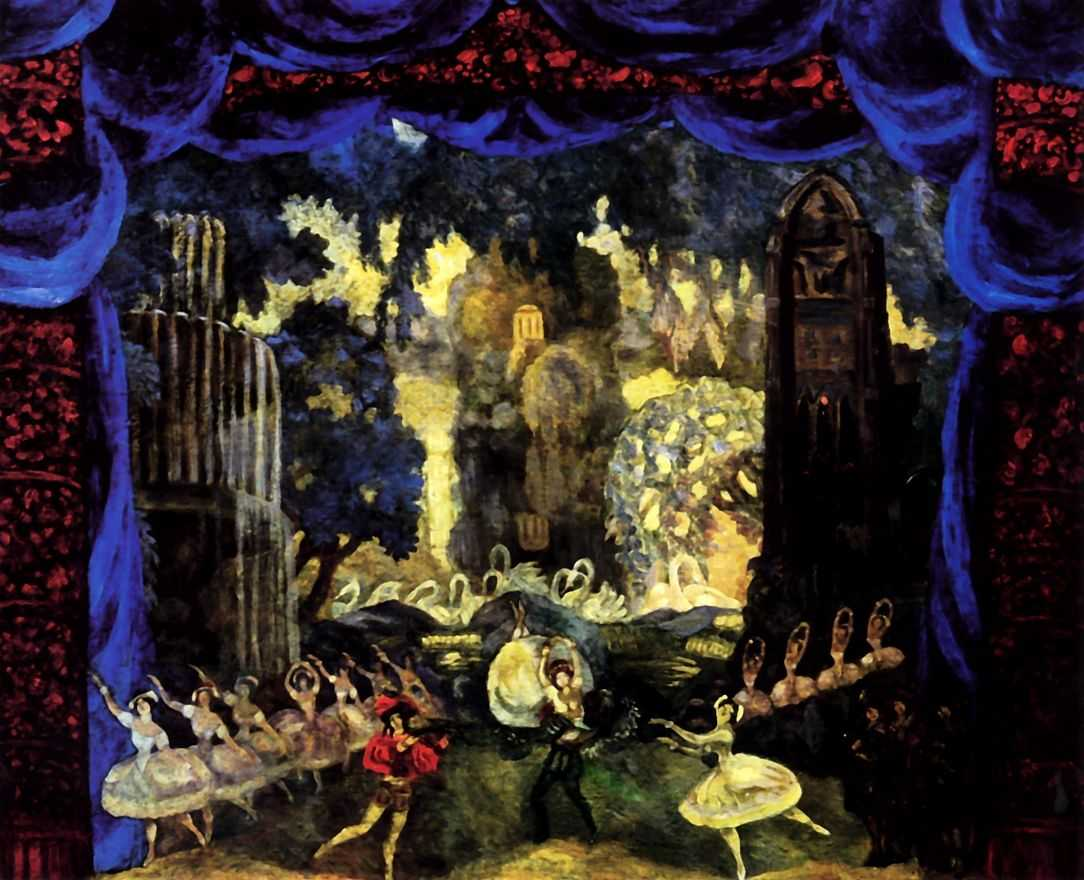
Un bozzetto di S. Sudekin, 1911, per "Il lago dei Cigni"

Il punto della situazione e lo svolgimento dei fatti sono rintracciabili nei Ricordi (1896) del critico, amico del compositore, Nikolaj Dmitrievič Kaškin:
(riportato da Warrack, p. 22)

### Allestimento del 1895

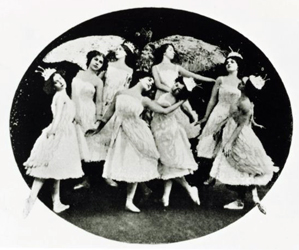
Ol'ga Iosifovna Preobraženskaja nel ruolo di Odette (1895)

Non ebbero risultati migliori le due successive creazioni al Bol'šoj con la coreografia di Joseph Hansen del 13 luglio 1880 e poi il 28 ottobre 1882 con Lydia Geiten quale interprete. Dopo poco più di un anno dalla morte del compositore, nel 1895, il direttore del teatro Mariinskij, il principe Vsevoložskij, decise di riproporre Il lago dei cigni vista la fortuna che gli altri due balletti di Čajkovskij, La bella addormentata e Lo schiaccianoci, avevano avuto presso il pubblico. Il balletto passò quindi nelle mani di Marius Petipa, maître de ballet del teatro imperiale, il coreografo che si era distinto egregiamente anche nell'altra opera di Čajkovskij, La bella addormentata, e in quelle di Lev Ivanov, assistente di Petipa, che ne modificarono la trama semplificandola. In questa versione Odette è una principessa, il personaggio di Siegfried venne reso più positivo e meno egoista, mentre fu dato a Rothbart il ruolo di antagonista principale della storia.
Dopo la realizzazione del solo secondo atto in occasione di un tributo a Čajkovskij il 1º marzo 1894, il 15 gennaio 1895, ebbe luogo il primo completo allestimento coreografato da Petipa e Ivanov presso il Teatro Mariinskij di San Pietroburgo. Petipa curò il primo e il terzo atto, mentre Ivanov curò gli atti bianchi, il secondo e il quarto. Inoltre vennero apportate anche modifiche alla sequenza dei numeri e furono aggiunti brani pianistici del musicista trascritti dal compositore italiano (e direttore d'orchestra in tale occasione) Riccardo Drigo. Questa volta fu un successo e Il lago dei cigni entrò a pieno diritto nel repertorio dei teatri pietroburghese e moscovita e con il tempo in quello internazionale, divenendo una pietra miliare del balletto classico.

## Organico
L'orchestra de Il Lago dei cigni è composta da un ottavino, due flauti, due oboi, due clarinetti, due fagotti, quattro corni, due cornette, due trombe, tre tromboni, una basso tuba, una serie di timpani, triangolo, tamburello, nacchere, rullante, piatti, grancassa, gong, xilofono, arpa e archi.

## Struttura
A causa delle varie interpolazioni, tagli, manomissioni che la musica subì prima e dopo la morte dell'autore, il balletto presenta molte incognite musicali e drammaturgiche. La posizione dei vari brani (come il Passo a due, che oggi vediamo nel III atto, detto "del cigno nero") e "numeri" della partitura (ossia la stessa struttura del balletto in sede rappresentativa), è tuttora argomento di dibattito. Non marginale poi lo svolgimento narrativo, in particolar modo riguardo alla conclusione del balletto, ove ebbe a suo tempo un ruolo determinante, al fine di una variante "positiva", il fratello del musicista, Modest, dopo la scomparsa di Čajkovskij. In una lettera a Hermann Laroche del 1894 disse: «È fatto talmente male [il libretto] che ho dovuto cambiare l'intero testo», come ricorda Thomas Kohlhase.

### Atto I

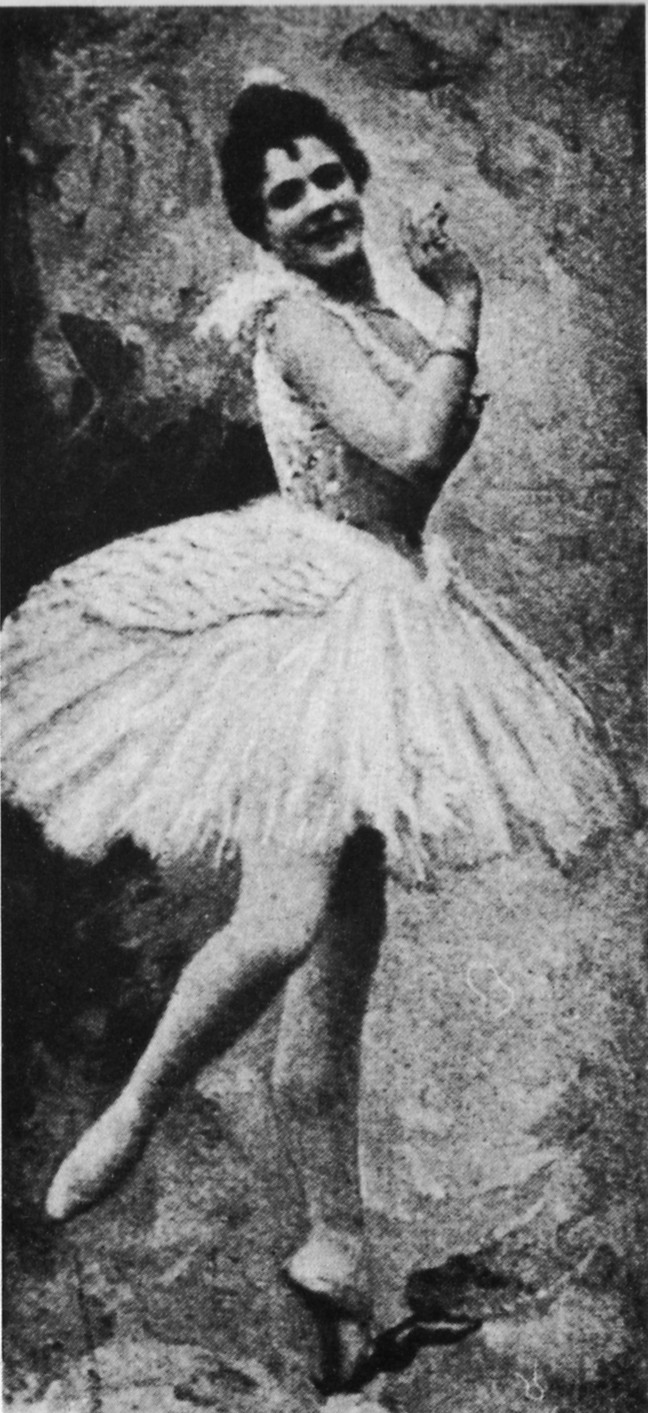
Pierina Legnani nel ruolo di Odette (1895, San Pietroburgo)

Introduzione: Moderato assai - Allegro non troppo - Tempo I
No. 1 Scène: Allegro giusto
No. 2 Valse: Tempo di valse
No. 3 Scène: Allegro moderato
No. 4 Pas de trois
I. Intrada: Allegro
II. Andante sostenuto
III. Allegro simplice - Presto
IV. Moderato
V. Allegro
VI. Coda: Allegro vivace
No. 5 Pas de deux
I. Tempo di valse ma non troppo vivo, quasi moderato
II. Andante - Allegro
III. Tempo di valse
IV. Coda: Allegro molto vivace
No. 6 Pas d'action: Andantino quasi moderato - Allegro
No. 7 Sujet
No. 8 Danse des coupes: Tempo di polacca
No. 9 Finale: Sujet: Andante

### Atto II
No. 10 Scène: Moderato
No. 11 Scène: Allegro moderato - Moderato - Allegro vivo
No. 12 Scène: Allegro - Moderato assai quasi andante
No. 13 Danses des cygnes
I. Tempo di valse
II. Moderato assai
III. Tempo di valse
IV. Allegro moderato
V. Pas d'action: Andante - Andante non troppo - Tempo I - Allegro

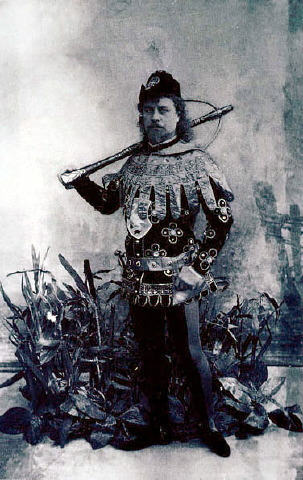
Pavel Gerdt nel ruolo del Principe Siegfried nell'allestimento del 1895 al Teatro Mariinskij

VI. Tempo di valse
VII. Coda: Allegro vivo
No. 14 Scène: Moderato

### Atto III
No. 15 Scène: Allegro giusto
No. 16 Danses du corps de ballet et des nains: Moderato assai - Allegro vivo
No. 17 La sortie des invités et la valse: Allegro - Tempo di valse
No. 18 Scène: Allegro - Allegro giusto
No. 19 Pas de six. Intrada: Moderato assai
Var. I. Allegro
Var. II. Andante con moto
Var. III. Moderato
Var. IV. Allegro
Var. V. Moderato - Allegro simplice
Coda: Allegro molto
Appendix I. (19a) Pas de deux. Intrada: Moderato - Andante
Var. I. Allegro moderato
Var. II. Allegro
Coda: Allegro molto vivace
No. 20 Danse hongroise. Czardas: Moderato assai - Allegro moderato - Vivace
Appendix II. (20a) Danse russe: Moderato - Andante simplice - Allegro vivo - Presto
No. 21 Danse espagnole: Allegro non troppo (Tempo di bolero)
No. 22 Danse napolitaine: Allegro moderato - Andantino quasi moderato - Presto
No. 23 Mazurka: Tempo di mazurka
No. 24 Scène: Allegro - Valse - Allegro vivo

### Atto IV

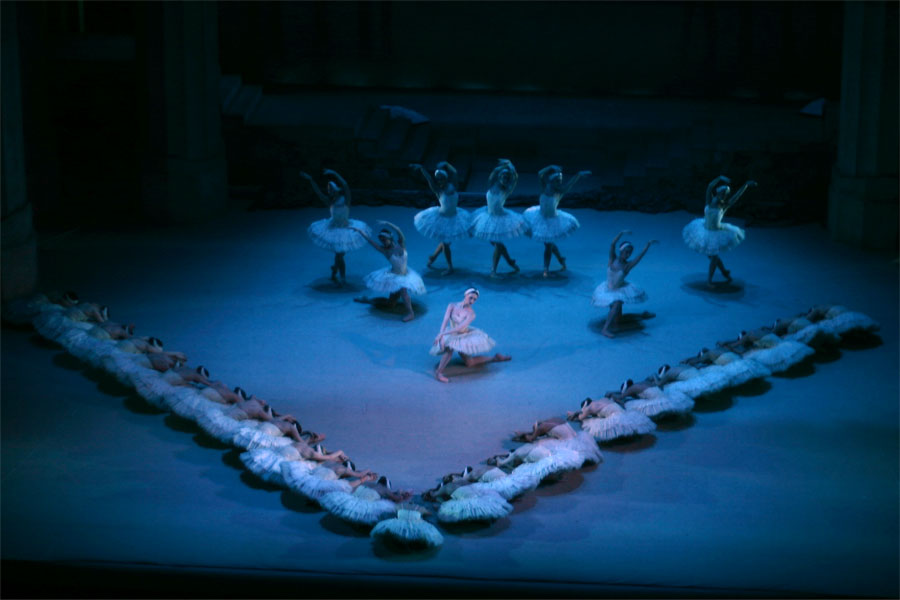
"Il lago dei cigni" nella versione di Rudol'f Nureev

No. 25 Entr'acte: Moderato
No. 26 Scène: Allegro non troppo
No. 27 Danses des petits cygnes: Moderato
No. 28 Scène: Allegro agitato - Molto meno mosso - Allegro vivace
No. 29 Scène finale: Andante - Allegro agitato - Alla breve. Moderato e maestoso - Moderato

## Trama
La maggior parte delle produzioni mette in scena l'allestimento del 1895 ad opera di Marius Petipa.

### Prologo

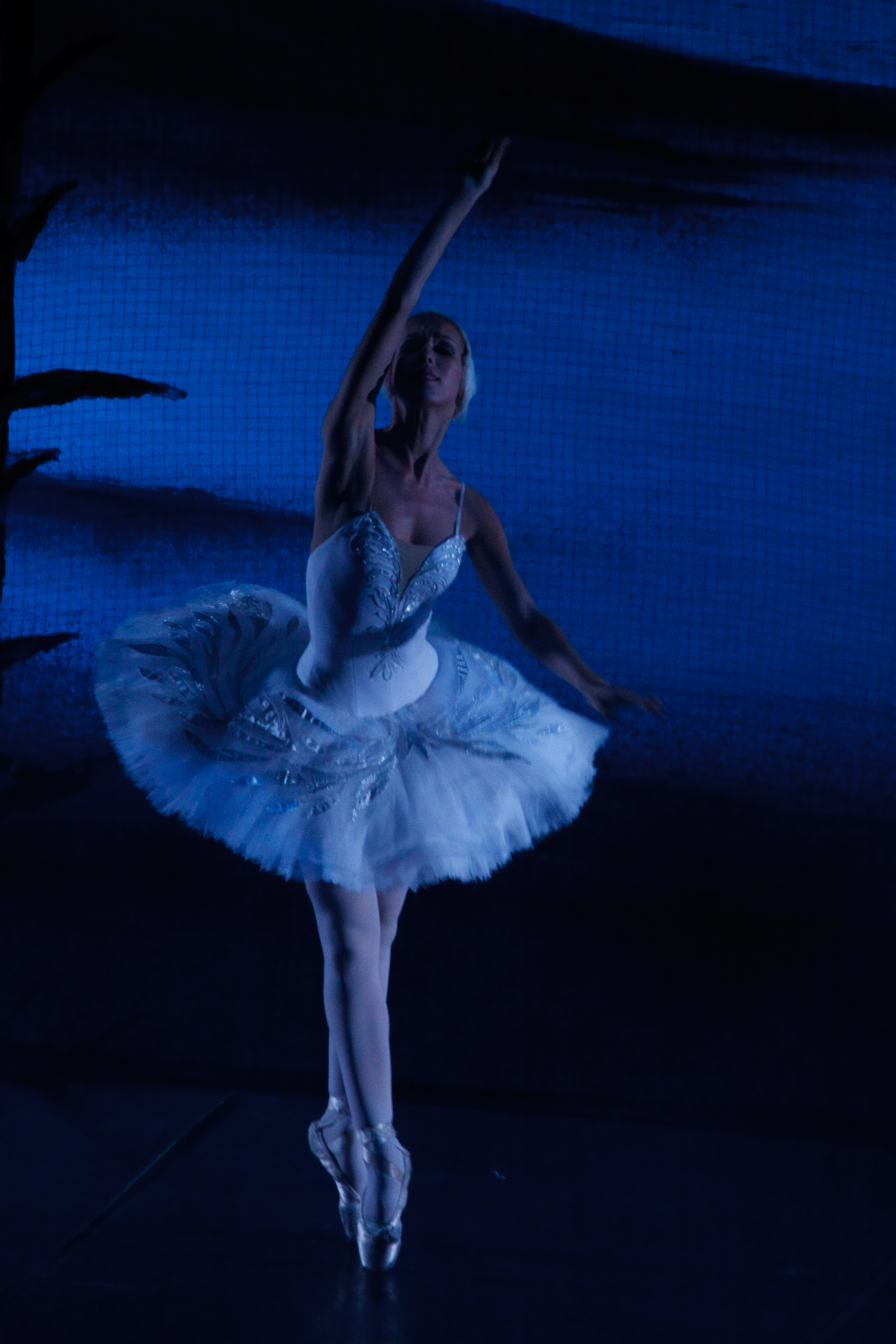
Odette

Il movimento che introduce il balletto è una breve sintesi musicale ed emotiva del dramma, che rimpiazza la tradizionale ouverture. La melodia d'apertura è il primo tema del cigno, in esso risuona già una delle scale discendenti che si incontreranno poi in tutto il balletto. Queste scale alludono al destino che incombe sui due amanti, a cui non potranno sottrarsi. Il movimento agitato che appare simboleggia il sortilegio del mago Rothbart su Odette e la sua trasformazione in cigno. In talune revisioni librettistiche e coreografiche, comunque non conformi all'originale, la breve scena viene rappresentata sul palcoscenico, come antefatto (ad esempio in Nicholas Beriozoff, Milano, 1964).

### Atto I
Allegro giusto. In un giardino di fronte al palazzo reale, il principe Siegfried festeggia con i suoi amici il suo compleanno. (Valse: Tempo di valzer). Si avvicinano delle contadine per porgergli gli auguri e lo intrattengono con le loro danze. Allegro moderato. Arriva la Regina Madre che regala al figlio una balestra, dato che egli è molto amante della caccia, e lo esorta a trovarsi una sposa tra le ragazze che lei ha invitato al ballo del giorno dopo. Alla sua uscita, le danze dei contadini riprendono con due divertissement, posti al di fuori dell'intreccio. La festa continua con scherzi e balli del giullare di corte. (Finale I). Gli ospiti rientrano nel castello, il principe Siegfried e i suoi amici decidono di andare a caccia e, imbracciato l'arco, s'inoltrano nella foresta. Appare il secondo tema del cigno, più precisamente della "fanciulla cigno".

### Atto II
Moderato. Sulle acque di un lago nuotano i cigni, in realtà bellissime fanciulle stregate dal malvagio mago Rothbart, che possono assumere forma umana solo la notte. Siegfried e i suoi amici li contemplano sotto la luce della luna. Questo numero, ideato come entr'acte, divenne in seguito un tableau scenico. Allegro moderato. I cacciatori prendono la mira, ma proprio in quel momento i cigni si trasformano in fanciulle (Moderato). La loro regina, Odette, narra al principe la loro triste storia. Esse sono infatti vittime di un sortilegio del perfido stregone Rothbart. Di giorno prendono le sembianze di cigni e solo di notte, sulle sponde di un lago incantato (creato dalle lacrime della madre di Odette), possono riprendere le loro vere sembianze. Solo una promessa di matrimonio potrà sciogliere l'incantesimo che le tiene prigioniere. 
Allegro vivo. Rothbart entra in scena e il principe Siegfried minaccia di ucciderlo, ma Odette lo ferma: se venisse ucciso prima che l'incantesimo venga spezzato, la magia non potrebbe più essere annullata.
Allegro - moderato assai quasi andante. Rothbart se ne va e le ragazze cigno riempiono la radura.
Danses des cygnes Siegfried, stregato dalla bellezza di Odette, la implora di prendere parte al ballo del giorno dopo, in cui egli dovrà scegliere una sposa. Ha inizio un divertissement, parte essenziale dell'intreccio, composto dalle danze delle fanciulle cigno e da un pas d'action, la cui musica è tratta dall'opera giovanile Undina, dove Siegfried e Odette si giurano eterno amore. È l'alba e le fanciulle si ritrasformano in cigni.

### Atto III
Nella sala da ballo del castello entrano gli invitati, accolti dalla Regina Madre e da Siegfried. Iniziano i festeggiamenti. Gli squilli di tromba annunciano l'arrivo delle sei ragazze aspiranti pretendenti del principe. Siegfried si rifiuta di scegliere, quand'ecco che uno squillo di tromba annuncia l'arrivo di nuovi ospiti. 
Allegro, Allegro giusto. Si tratta del mago Rothbart e della figlia Odile che, grazie a una magia del padre, ha assunto l'aspetto di Odette. L'intento del mago è quello di far innamorare Siegfried di Odile, in modo da mantenere per sempre Odette in suo potere. La musica espone il tema del fato e il motivo della "fanciulla cigno" suggerisce la somiglianza tra Odette e Odile, che il pubblico può comunque distinguere dal costume che nel caso di Odile è nero. Pax de six. Ciascuna ragazza balla una variazione per il principe. Seguono una serie di danze nazionali, una danza ungherese, una russa, una spagnola, una napoletana e una mazurka. Allegro, Tempo di valse, Allegro vivo. Con il suo fascino, Odile è riuscita a far innamorare Siegfried che la presenta alla madre come sua futura sposa e regina. Rothbart esultante si trasforma in una civetta e fugge dal castello che piomba nell'oscurità fra l'orrore degli invitati. Siegfried, resosi conto dell'inganno, scorge la vera Odette attraverso un'arcata del castello, e disperato si precipita nella notte alla ricerca della fanciulla.

### Atto IV
Odette, morente, piange il destino crudele che la attende. Siegfried arriva da lei tentando di salvarla, ma una tempesta si abbatte sul lago e le sue acque inghiottono i due amanti. La bufera si placa e sul lago, tornato tranquillo, appare un gruppo di candidi cigni in alto volo.

### Libretto del 1877

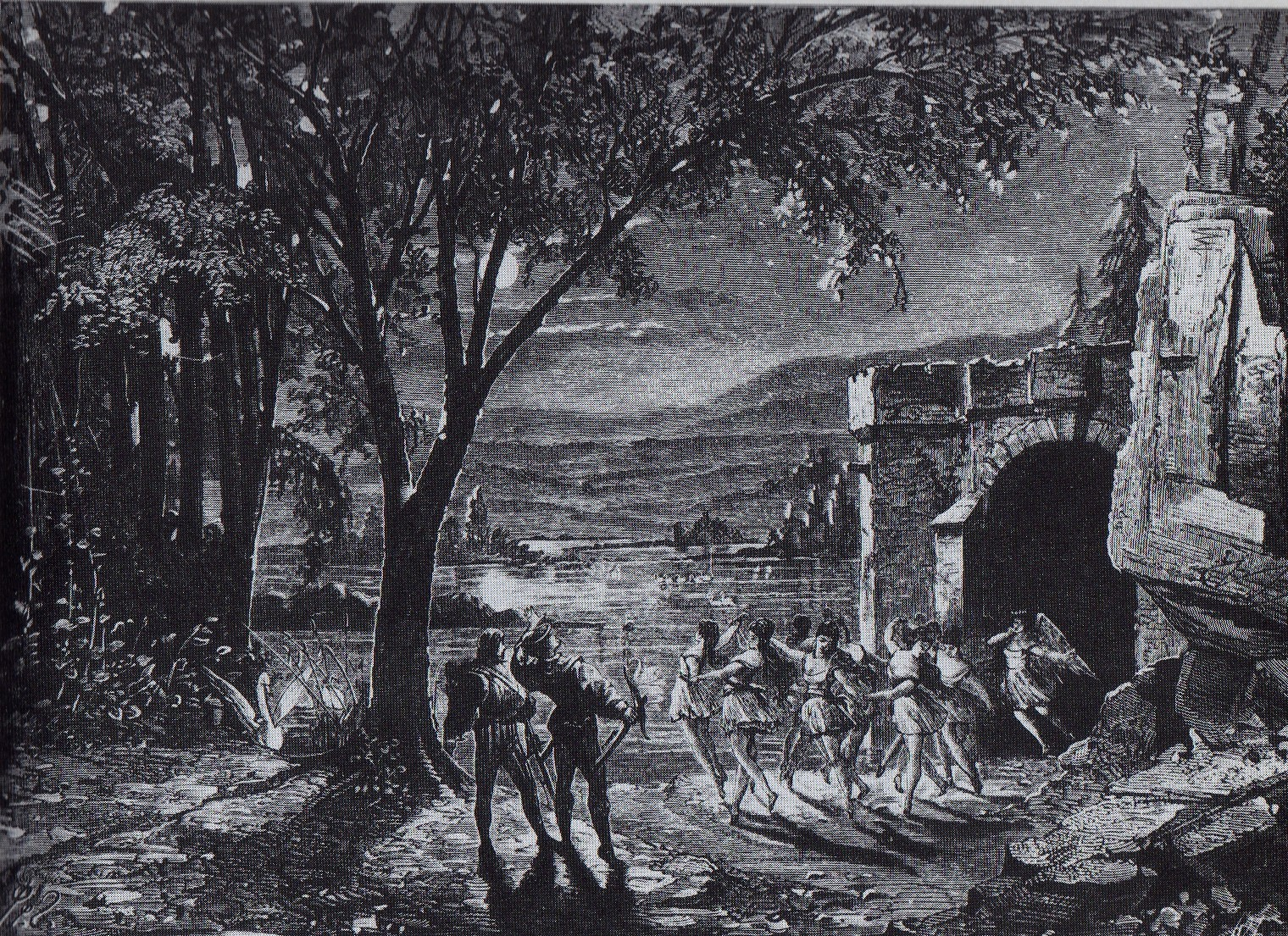
Illustrazione del 1877 di F. Gaanen per la scenografia del secondo atto

### Atto I
Il principe Siegfried festeggia il suo compleanno insieme ai suoi amici e a un gruppo di paesani. Arriva sua madre che lo informa del suo desiderio che egli si sposi, garantendo così una linea di successione al trono. La regina decide quindi di dare un ballo, in modo che il principe scelga una sposa proveniente da una famiglia nobile. Dopo i festeggiamenti, Siegfried e il suo amico Benno notano uno stormo di cigni e decidono di seguirlo.

### Atto II
Siegfried e Benno giungono a un lago dove i cigni svaniscono. Fa la sua apparizione una splendida fanciulla con una corona sul capo. La fanciulla di nome Odette, dice loro di essere uno dei cigni che stavano cacciando e racconta la sua storia. Odette è figlia di una fata e di un nobile cavaliere che alla morte di sua madre si era risposato con una strega malvagia. La matrigna avrebbe voluto uccidere Odette, ma il nonno della fanciulla l'aveva salvata. Questi aveva pianto tanto alla morte della figlia, da formare un lago con le sue lacrime. Odette e le sue compagne vivono nei pressi del lago insieme al nonno della ragazza e possono trasformarsi in cigni a loro piacimento. La matrigna di Odette non ha desistito dal suo piano di ucciderla e la spia sotto forma di gufo, nonostante la fanciulla sia protetta da una corona magica. Solo una volta che Odette sarà sposata, la strega perderà ogni potere su di lei. Nel frattempo Siegfried si è innamorato di Odette, ma la fanciulla teme che la strega possa rovinare la loro felicità.

### Atto III
Durante il ballo Siegfried si rifiuta di sposare ciascuna delle nobili invitate. Fanno il loro ingresso il Barone Von Rohbart e sua figlia Odile. Siegfried pensa che Odile somigli molto ad Odette, ma Benno non è d'accordo. Il principe danza con Odile innamorandosi sempre di più di lei, tanto da accettare di sposarla. Odile scoppia in una risata e Rothbart si trasforma in un demone, mentre alla finestra compare un cigno con una corona in testa. Siegfried corre fuori dal palazzo.

### Atto IV
Odette in lacrime racconta alle sue amiche che Siegfried non ha mantenuto la promessa. Vedendo arrivare il principe, le compagne di Odette volano via pregandola di seguirle, ma la fanciulla vuole prima dire addio al suo amato. Siegfried implora il perdono di Odette, ma la fanciulla glielo nega e fa per andarsene, quando Siegfried le toglie la corona dal capo e la getta nel lago. "Volente o nolente, tu rimarrai con me per sempre!" le dice Siegfried perentoriamente. Compare un gufo che porta via la corona. "Che hai fatto? Muoio!" dice Odette gettandosi fra le braccia di Siegfried. Durante la tempesta il lago si alza sommergendo Siegfried e Odette. La tempesta si placa e un gruppo di cigni appare sul lago.

### Finali alternativi del balletto
Dopo la Rivoluzione russa del 1917, ma soprattutto nel periodo stalinista, anche i protagonisti dei balletti dovettero in qualche modo essere assimilati al concetto di eroi positivi. Proprio per aderire a questa nuova filosofia, il finale del balletto venne modificato. Nella versione di Vladimir Bourmeister del 24 aprile 1953, dopo un combattimento tra Rothbart e Siegfried, questo riesce a sconfiggere il mago e Odette riprende le sue sembianze umane potendo così vivere il proprio sogno d'amore con il principe.
Esistono molte altre versioni della scena finale originale (1877) del balletto come è stata qui sopra riportata, giusta la lezione di Thomas Kohlhase e Warrack. I libretti nella versione 1877 e 1894-95 sono contenuti nell'appendice al volume 11b dell'Edizione Completa delle Opere di Čajkovskij. La più rappresentata è comunque quella di Modest Il'ič Čajkovskij, fratello del compositore:
Versione del 1895 di Modest Il'ič Čajkovskij:
1. Dopo la separazione dall'amato, Odette si getta nel lago. Il libretto del 1894/95 si conclude così: Quarta scena: lo spirito maligno vola sotto le spoglie di un gufo. Siegfried si trafigge e il gufo cade morto. Il lago scompare. - Apoteosi: un regno subacqueo: Ninfe e Naiadi salutano Odette e il suo innamorato e li portano nel tempio della felicità e della beatitudine eterna.[13]
2. Odette, morente, piange il destino crudele che la attende. Siegfried arriva da lei tentando di salvarla, ma una tempesta si abbatte sul lago e le sue acque inghiottono i due amanti. Finita la bufera, le anime dei due si riuniscono in un'Apoteosi celeste.
3. Siegfried combatte contro il mago, ma ha la peggio. Rothbart minaccia Odette di uccidere il principe, se lui non acconsentirà alle nozze con Odile. Siegfried per amore di Odette prende la spada di Rothbart e si uccide. Così facendo, il suo amore spezza l'incantesimo, i cigni ritornano fanciulle, Siegfried torna in vita e può vivere il proprio sogno d'amore assieme all'amata.
4. Odette, costretta a rimanere un cigno per l'eternità, decide di suicidarsi gettandosi da una rupe. Siegfried in seguito decide di fare lo stesso. Questo atto di sacrificio e di amore sconfigge il potere di Rothbart. Infine al sorgere dell'alba le anime dei due amanti si riuniscono in un'Apoteosi celeste.
5. Il principe implora Odette di perdonarlo, rendendosi disponibile a morire con lei pur di rompere l'incantesimo. Appare allora Rothbart che dà inizio a un duello col principe in cui il malvagio viene sconfitto, ponendo fine al suo maleficio.

## Altre versioni coreografiche
Aleksandr Gorski revisionò la coreografia di Petipa e la mise in scena al Teatro Bol'šoj il 24 gennaio 1901; a questa versione si attennero poi quelle successive realizzate dal Bol'šoj, tra cui quella del 1956 con Maja Pliseckaja e del 1969 con Natalija Bessmertnova.
La prima realizzazione integrale che si tenne al di fuori dei confini della Russia fu quella realizzata dal coreografo Achille Viscusi a Praga nel 1907, mentre al 1910 risale la prima londinese con Ol'ga Preobraženskaja. I Balletti russi di Djagilev misero in scena Il lago dei cigni in un solo atto al Covent Garden di Londra il 30 novembre 1911.
La versione ripresa dall'integrale di Petipa-Ivanov da parte di Nicholas Sargeev nel1934 per il Vic-Well's Ballet sarà utilizzata per realizzazioni successive della coreografia anche fuori Europa.
Da ricordare anche la versione personale di George Balanchine in un solo atto del 20 novembre 1951 al New York City Center; Frederick Ashton il 12 dicembre 1963 mise in scena la sua versione con interprete Margot Fonteyn; John Cranko a Stoccarda nel 1963, Kenneth MacMillan nel 1964 all'Opera di Berlino e John Neumeier nel 1976 ad Amburgo misero in scena altre versioni.

## Adattamenti
Una versione-adattamento molto particolare del balletto si deve a Matthew Bourne per il Sadler's Wells Theatre di Londra (1995), che ha goduto di un grande successo nel mondo, ma anche di critiche dai "puristi". Una delle singolarità è che i cigni sono interpretati da ballerini maschi. Fra i tanti riferimenti del soggetto manipolato, ve ne sono anche all'uomo Čajkovskij, allusione del resto usata da altri coreografi, anche in Italia, (Paul Chalmer, 2011, MaggioDanza).
Il 26 novembre 1999 debutta a Lecce la versione del coreografo italiano Fredy Franzutti per la sua compagnia, il Balletto del Sud. La produzione, che replica in numerosi festival e teatri italiani, fu lodata da Vittoria Ottolenghi. Franzutti propone delle analogie tra il personaggio di Siegfried e Ludovico II di Baviera. Il demone Rothbart chiede l'anima del ragazzo in cambio di una vita senza responsabilità e di duratura bellezza (tramutarsi in cigno). Il gruppo di cigni prigioniero dell'incantesimo di metamorfosi è, per Franzutti, costituito da ragazze e ragazzi che hanno accettato il patto.
Il 2 dicembre 2011 debutta a Stoccolma una riscrittura audace del classico di Čajkovskij a firma di Fredrik Rydman –uno dei membri della Bounce Streetdance Company– che miscela danza classica e street dance con brani originali di musicisti pop e rock. Swan lake reloaded è ambientato nel presente, con i cigni che sono prostitute drogate, vestite con pellicce bianche e con stivali di vernice nera, sottomesse dal protettore/spacciatore Rothbart. Dopo Stoccolma lo spettacolo ha registrato successi nei teatri di Londra, Parigi, Berlino, Zurigo. Il 17 marzo 2014 debutta in Italia al Teatro degli Arcimboldi di Milano. 
Il balletto, oltre ad esser stato inscenato in diverse versioni, ha avuto anche successo nelle arti narrative.

### Cinema
- El lago de los cisnes (1953), cortometraggio cinematografico diretto da Francisco Rovira Beleta e girato al Gran Teatre del Liceu di Barcellona con la partecipazione dell'International London Ballet. Trasposizione dei soli primi due atti del balletto.
- Mastera russkogo baleta (1953), film a episodi diretto da Gerbert Rappaport, che traspone in versione cinematografica tre celebri balletti, il primo dei quali è Il lago dei cigni, con Galina Ulanova nel ruolo di Odette.
- Lebedinoe ozero (1957), balletto coreografato da Asaf Messerer e diretto da Zoja Tulub'eva con Majja Pliseckaja nel ruolo di Odette.
- Funny Girl (1968), la protagonista Fanny Brice interpretata da Barbra Streisand, mette in scena una parodia del balletto.
- Lebedinoe ozero (1968), trasposizione cinematografica del balletto, diretta da Apollinarij Ivanovič Dudko e Konstantin Sergeev. Prodotta da Lenfil'm con la partecipazione del corpo di ballo del Kirov Ballet.
- Il lago dei cigni (1981), film anime diretto da Kimio Yabuki e prodotto dalla Toei Animation, che utilizza i brani di Pëtr Il'ič Čajkovskij e rimane relativamente fedele all'originale.
- L'incantesimo del lago (1994), film d'animazione prodotto dalla Crest Animation Productions. La pellicola utilizza la storia originale (anche se pesantemente revisionata) come punto di partenza, ma nella colonna sonora non compaiono musiche di Pëtr Il'ič Čajkovskij.
- Billy Elliot (2000) racconta la storia di un bambino di 11 anni di nome Billy, che intraprende la strada per diventare ballerino. La scena finale del film mostra il ragazzo cresciuto che danza ne Il lago dei cigni.
- Barbie - Lago dei cigni (2003), film d'animazione direct-to-video per il quale è stata utilizzata la tecnica cinematografica del motion capture in collaborazione con il New York City Ballet.
- Il cigno nero (2010), film diretto da Darren Aronofsky e interpretato da Natalie Portman, Mila Kunis e Vincent Cassel. Racconta la storia di Nina, una ballerina emotivamente fragile, scelta per il ruolo principale de Il lago dei cigni: tanto perfetta per il ruolo del cigno bianco quanto inadatta a quello perverso del cigno nero, Nina cercherà di maturare in lei entrambi i ruoli esplorando i limiti del proprio corpo e della propria mente.

### Televisione
- Il lago dei cigni (1977), episodio 60 della serie anime antologica Le più belle favole del mondo (1976-1979), prodotta dalla Dax International.
- Hakuchō no mizūmi (1989), episodio 26 della serie anime Funky Fables.
- Princess Tutu - Magica ballerina è un anime creato nel 2002 dal regista Jun'ichi Satō e dalla disegnatrice Ikuko Itō. Si tratta di una rielaborazione in chiave fiabesca della storia de Il lago dei cigni unita a quella de Il brutto anatroccolo: una papera viene trasformata in ragazza, la quale a sua volta può trasformarsi nella Princess Tutu (cigno bianco) per recuperare i pezzi del cuore del principe Siegfried, ma è osteggiata da Princess Kraehe (cigno nero) e dal cavaliere Fakir.
- Peaky Blinders (2013-2022), in un episodio della terza stagione, il protagonista Thomas Shelby ospita nella sua villa una messa in scena de Il lago dei cigni.

### Letteratura
- The Black Swan (1999): romanzo fantasy scritto da Mercedes Lackey, la quale riscrive la storia, incentrandola su Odile.

### Videogiochi
- Loom (1990): un'avventura grafica prodotta e pubblicata dalla Lucasfilm Games, la cui colonna sonora è interamente tratta da questo balletto.